# Luigina Giavotti
Luigina Giavotti (ur. 12 października 1916 w Pawii, zm. 4 sierpnia 1976) – włoska gimnastyczka, srebrna medalistka letnich igrzysk olimpijskich w 1928.
W 1928 została wraz z Biancą Ambrosetti, Lavinią Gianoni, Virginią Giorgi, Germaną Malabarba, Carlą Marangonii, Luiginą Perversi, Dianą Pizzavini, Luisą Tanzini, Caroliną Tronconi, Ines Vercesi i Ritą Vittadini srebrną medalistką w wieloboju drużynowym w gimnastyce na IX Letnich Igrzyskach Olimpijskich w Amsterdamie (były pierwszymi włoskimi medalistkami olimpijskimi). Luigina Giavotti w momencie startu na igrzyskach miała zaledwie 11 lat i 300 dni, co czyniło ją najmłodszą uczestniczką letnich igrzysk olimpijskich w historii (stan na 2012).